# Luftinjë
Luftinjë là một xã trong quận Tepelenë thuộc hạt Gjirokastër, Albania. Dân số năm 2005 là 3882 người.